# Halichoeres hilomeni
Halichoeres hilomeni (Randall & Allen, 2010) è un pesce di acqua salata appartenente alla famiglia Labridae.

## Distribuzione e habitat
È una specie tropicale che proviene dalle barriere coralline del centro-ovest dell'oceano Pacifico, in particolare da Malaysia e Filippine. È una specie che non si spinge mai molto in profondità, ma resta vicino alla superficie, di solito non sotto i 3 m. Predilige le zone con fondali ghiaiosi o sabbiosi, spesso ricchi di coralli.
La colorazione è prevalentemente rossa e verde, ma negli esemplari femminili è presente una fascia marrone scura orizzontale che parte dalla bocca e termina sul peduncolo caudale

## Descrizione
Presenta un corpo simile alle a quello delle altre specie del genere Halichoeres, cioè allungato, leggermente compresso lateralmente e con la testa dal profilo appuntito. È di dimensioni abbastanza ridotte, infatti la lunghezza massima registrata è di 9,6 cm.

## Biologia

### Comportamento
Non forma mai grandi gruppi, di solito è solitario o nuota in banchi composti da pochi esemplari.

### Riproduzione
È oviparo e la fecondazione è esterna. Non ci sono cure nei confronti delle uova.